# Гайдн, Йозеф
Франц Йо́зеф Гайдн (нем. Franz Joseph Haydn, 31 марта 1732, Рорау, Эрцгерцогство Австрия, Священная Римская империя — 31 мая 1809, Вена, Австрийская империя) — австрийский композитор, представитель венской классической школы, один из основоположников таких музыкальных жанров, как симфония и струнный квартет, также внёс вклад в такой жанр, как сонаты для клавира. Создатель мелодии, впоследствии лёгшей в основу гимнов Германии и Австро-Венгрии. Сын каретного мастера.

## Биография

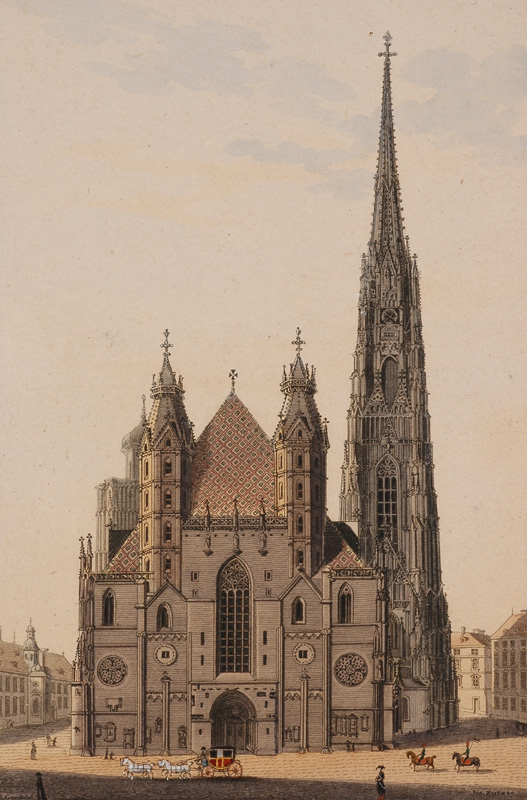
Собор Святого Стефана, Вена.

Франц Йозеф Гайдн родился 31 марта 1732 года в имении графов Гаррахов — нижнеавстрийской деревне Рорау, недалеко от границы с Венгрией.
Гайдн — сын инженера Матиаса Гайдна (1699—1763). Родители, серьёзно увлекавшиеся вокалом и любительским музицированием, обнаружили в мальчике музыкальные способности, и в 1737 году Йозефа забрал его дядя Иоганн Матиас Франк и увез его в город Хайнбург-на-Дунае, где Йозеф стал учиться хоровому пению и музыке. В 1740 году его заметил Георг фон Рейттер, директор капеллы венского Собора Святого Стефана. Рейттер взял талантливого мальчика в капеллу, и тот в течение девяти лет (с 1740 по 1749 годы) пел в хоре (в том числе несколько лет — вместе со своими младшими братьями) собора святого Стефана в Вене, где обучался также игре на инструментах.
Последующий десятилетний период был для него весьма трудным. Йозеф брался за разную работу, в том числе был слугой у венского композитора и преподавателя пения Никола Порпоры. Гайдн пламенно желал быть учеником Никола Порпоры, но его уроки стоили очень больших денег. Поэтому Гайдн договорился с ним о том, что во время уроков он будет сидеть за занавеской и слушать, не мешая никому. Гайдн старался восполнять пробелы в своём музыкальном образовании, усердно занимаясь изучением творений Эммануила Баха и теорией композиции. Изучение музыкальных произведений предшественников и теоретических трудов И. Фукса, И. Маттезона и других восполнило Йозефу Гайдну отсутствие систематического музыкального образования. Написанные им в это время сонаты для клавесина были изданы и обратили на себя внимание. Первыми крупными его сочинениями были две мессы brevis, F-dur и G-dur, написанные Гайдном в 1749 году ещё до ухода его из капеллы собора святого Стефана. В 50-х годах XVIII века Йозеф написал целый ряд произведений, положивших начало его известности как композитора: зингшпиль «Хромой бес» который был поставлен в 1752 году в Вене и других городах Австрии и не сохранился до наших дней, дивертисменты и серенады, струнные квартеты для музыкального кружка барона Фюрнберга, около десятка квартетов (1755), первая симфония (1759).
В период с 1754 по 1756 год Гайдн работал при венском дворе на правах свободного художника. В 1759 году он получил должность капельмейстера при дворе графа Карла фон Морцина, где под его началом оказался небольшой оркестр — для него композитор сочинил свои первые симфонии. Однако вскоре фон Морцин начал испытывать финансовые трудности и прекратил деятельность своего музыкального проекта.
В 1760 году Гайдн женился на Марии-Анне Келлер (1729—1800). Детей у них не было, о чём композитор весьма сожалел. Жена холодно относилась к его профессиональной деятельности, использовала его партитуры на папильотки и подставки для паштета. Брак был несчастливый, однако законы того времени не позволяли им разойтись. На этой почве между ним и неаполитанской певицей Луиджи Польцелли завязался роман, однако, когда через несколько десятилетий обстоятельства перестали препятствовать их браку, престарелый композитор отказался жениться, но упомянул её в завещании. Стендаль в очень вольной биографической книге «Жизнеописание Гайдна, Моцарта и Метастазио» писал о сварливом, ханжеском характере жены композитора и приводил следующую историю о его взаимоотношениях с женой и любовницей:
Бедный Гайдн пытался найти утешение в приятном обществе м-ль Бозелли, придворной певицы князя. Мир в семье, разумеется, от этого прочнее не стал. В конце концов Йозефу пришлось расстаться с женой, с которой в материальном отношении он обошёлся совершенно безупречно. <…> Скромный досуг, остававшийся ему в обычные дни, Гайдн уделял либо друзьям, либо м-ль Бозелли. Так выглядела его жизнь на протяжении более тридцати лет.

### Служба при дворе князей Эстерхази

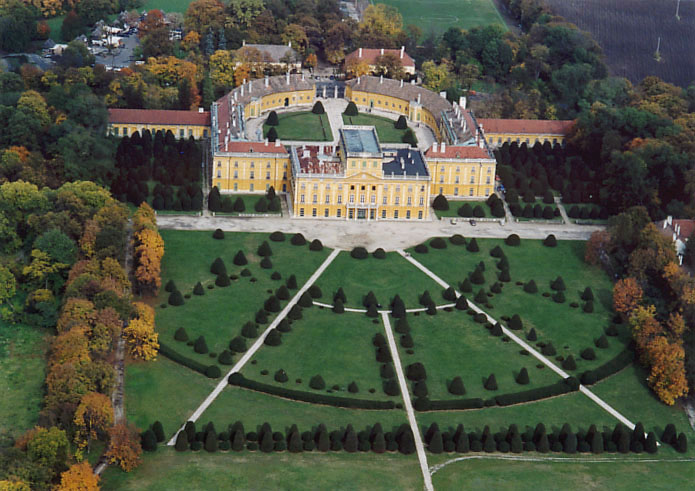
Вид на замок князей Эстерхази, Венгрия

После расформирования в 1761 году музыкального проекта, потерпевшего финансовый крах графа фон Морцина, Йозефу Гайдну была предложена аналогичная работа у князя Пауля Антона Эстерхази — главы богатой медиатизованной венгерской семьи Эстерхази. Поначалу Гайдн занимал должность вице-капельмейстера, однако он сразу же был допущен к руководству большинством музыкальных учреждений Эстерхази, наравне со старым капельмейстером Грегором Вернером, сохранившим абсолютные полномочия только для церковной музыки. В 1766 году в жизни Гайдна произошло судьбоносное событие — после смерти Грегора Вернера он возведён в капельмейстеры при дворе младшего брата и наследника Пауля Антона — Миклоша Иосифа Эстерхази. В обязанности капельмейстера входило сочинение музыки, руководство оркестром, камерное музицирование перед патроном и постановка опер.
1779 год становится переломным в карьере Йозефа Гайдна — был пересмотрен его контракт: в то время как ранее все его композиции были собственностью семьи Эстерхази, то теперь ему было разрешено писать для других и продавать свои работы издателям. Вскоре с учётом этого обстоятельства, Гайдн переносит акцент в своей композиторской деятельности: меньше пишет опер и больше создаёт квартетов и симфоний. Кроме того, он ведёт переговоры с несколькими издателями как австрийскими, так и зарубежными. О заключении Гайдном нового трудового договора Джонс пишет: «Этот документ подействовал в качестве катализатора на пути к следующему этапу карьеры Гайдна — достижение международной популярности. К 1790 году Гайдн находился в парадоксальном, если не сказать странном положении: будучи ведущим композитором Европы, но связанный действием подписанного ранее контракта, он тратил своё время в качестве капельмейстера в отдалённом дворце в венгерской деревне».
За почти тридцатилетнюю карьеру при дворе Эстерхази композитор сочинил большое количество произведений, его известность растёт. В 1781 году во время пребывания в Вене Гайдн познакомился и подружился с Вольфгангом Амадеем Моцартом. Он давал уроки музыки Сигизмунду фон Нейкому, который в дальнейшем стал его близким другом и Францу Лесселю.

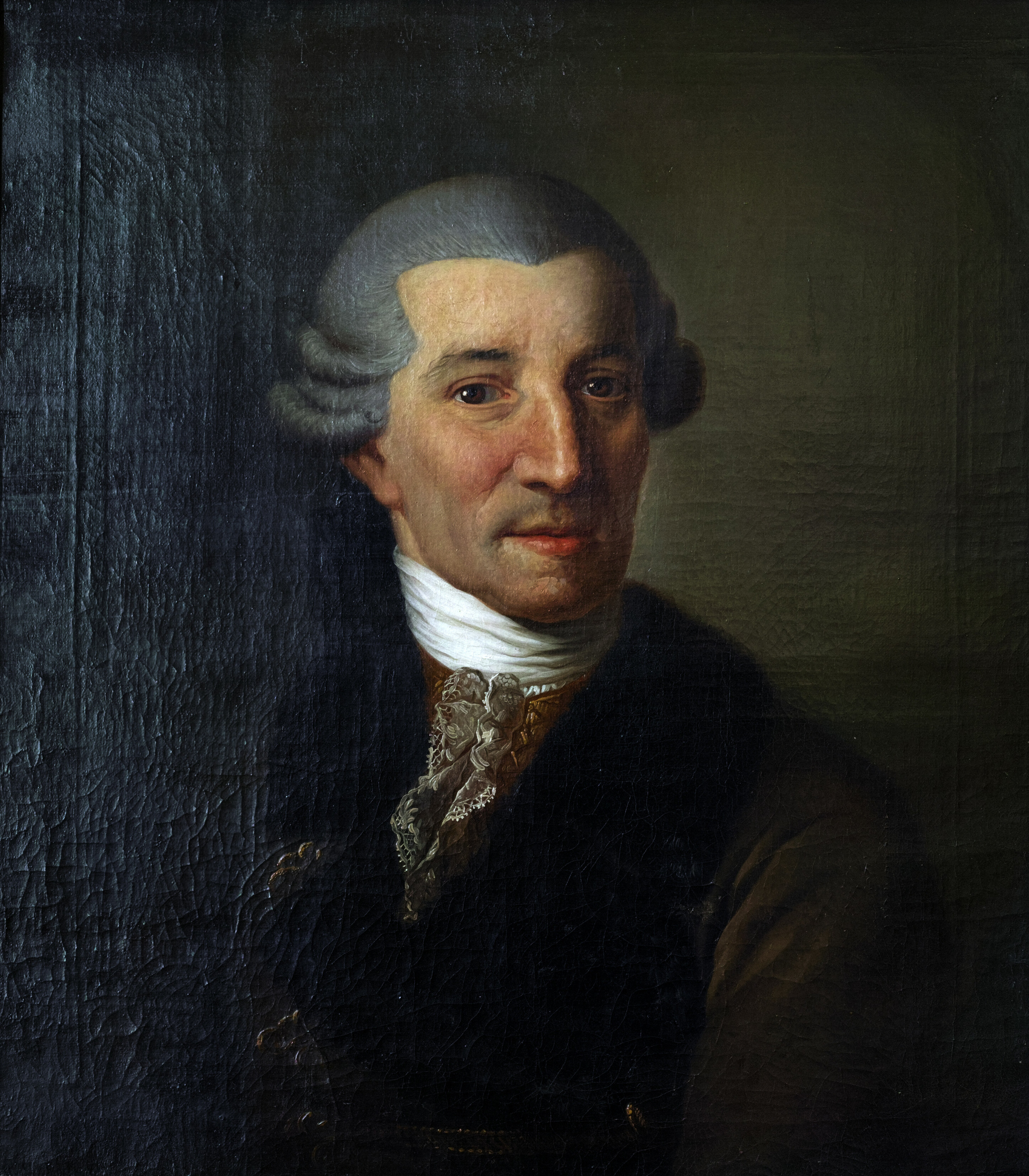
Йозеф Гайдн в 1785

11 февраля 1785 года Гайдн был посвящён в масонскую ложу «К истинной гармонии» («Zur wahren Eintracht»). Моцарт не смог присутствовать на посвящении, так как был на концерте своего отца Леопольда.
На протяжении XVIII века в ряде стран (Италии, Германии, Австрии, Франции и других) происходили процессы формирования новых жанров и форм инструментальной музыки, окончательно сложившихся и достигших своей вершины в так называемой «венской классической школе» — в творчестве Гайдна, Моцарта и Бетховена. Вместо полифонической фактуры большое значение приобрела гомофонно-гармоническая фактура, но при этом в крупные инструментальные произведения зачастую включались полифонические эпизоды, динамизирующие музыкальную ткань.
Таким образом, годы службы (1761—1790) у венгерских князей Эстерхази способствовали расцвету творческой деятельности Гайдна, пик которой приходится на 80—90-е годы XVIII века, когда были созданы зрелые квартеты (начиная с опуса 33), 6 Парижских симфоний (№ 82—87, 1785—1786), оратории, мессы и другие произведения. Имя композитора становится известным даже за океаном: 27 апреля 1781 года две симфонии Гайдна исполняются в Нью-Йорке. В конце 1781 года, когда в Вене находился будущий российский император Павел I, Гайдн посвятил ему 6 квартетов (опус 33), получивших название «русских», а его супруге давал уроки игры на клавесине.
Прихоти мецената нередко заставляли Йозефа поступаться творческой свободой. Вместе с тем работа с руководимыми им оркестром и хором благотворно сказалась на его развитии как композитора. Для капеллы и домашнего театра Эстерхази написано большинство симфоний (в том числе получившая широкую известность «Прощальная», 1772) и опер композитора. Поездки Гайдна в Вену позволили ему общаться с виднейшими из современников, в частности с Вольфгангом Амадеем Моцартом.

### Снова свободный музыкант

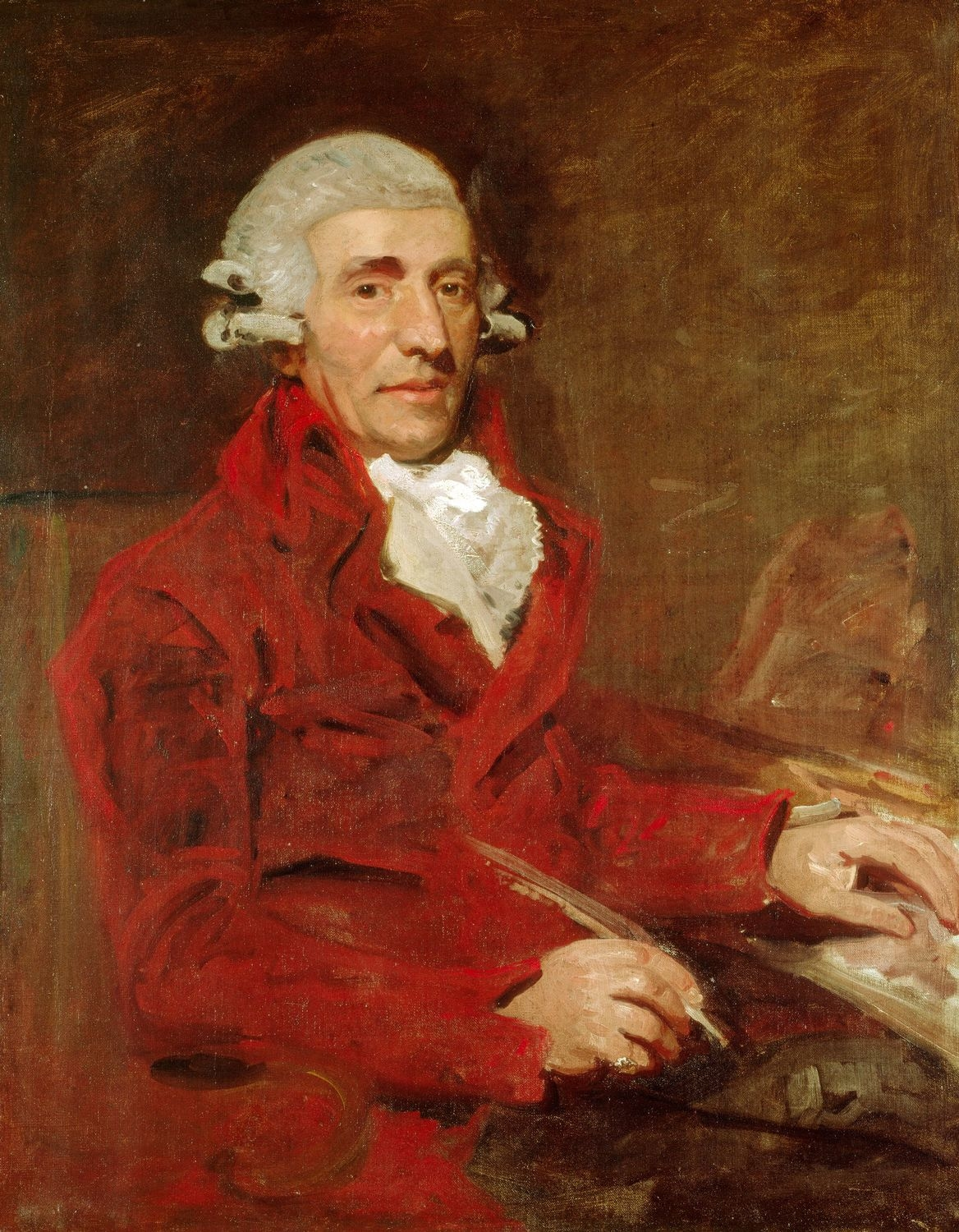
Йозеф Гайдн кисти Джона Хопнера (1791)

В 1790 году, после смерти Миклоша Эстерхази, его сын и преемник, князь Антал Эстерхази, не будучи любителем музыки, распустил оркестр. В 1791 году Гайдн получил контракт на работу в Англии. Впоследствии он много работал в Австрии и Великобритании. Две поездки в Лондон (1791—1792 и 1794—1795) по приглашению организатора «Абонементных концертов» скрипача и импресарио И. П. Саломона, где он для его концертов написал свои лучшие симфонии (12 Лондонских: симфонии № 92—104), расширили кругозор, ещё более упрочили славу и способствовали росту популярности Гайдна. В Лондоне Гайдн собирал огромные аудитории: на его концерты приходило огромное количество слушателей, что повышало известность композитора, способствовало сбору больши́х прибылей и, в конечном итоге, позволило ему стать финансово обеспеченным. Гайдн назвал свою Симфонию № 104 «Саломон, или Лондонец» — в честь Иоганна Петера Саломона. В 1791 году Йозефу Гайдну присуждена степень почётного доктора Оксфордского университета. По этому случаю была исполнена написанная ещё до поездки в Англию симфония № 92, получившая название Оксфордской. Возвращаясь из первой поездки в Лондон в 1792 году и проезжая через Бонн, Гайдн познакомился с молодым Бетховеном и взял его в ученики.

### Последние годы

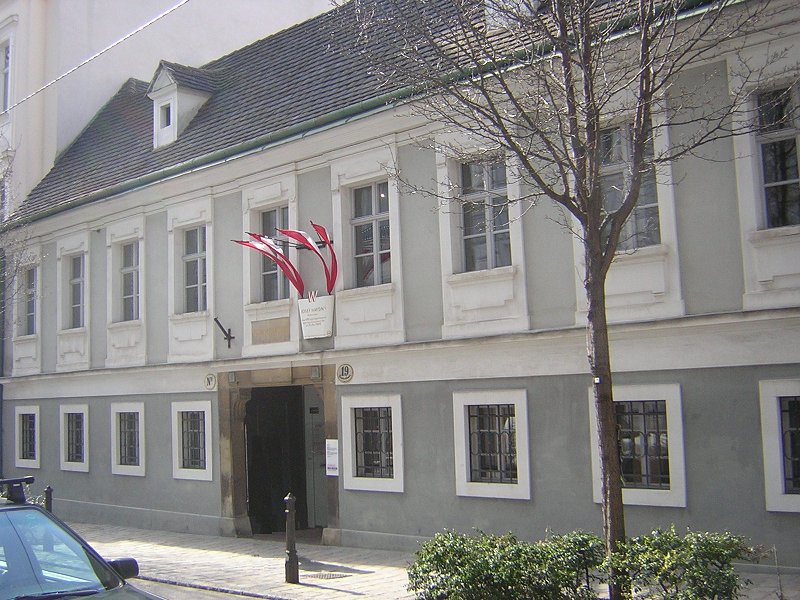
Дом в Вене, в котором Гайдн провёл последние годы своей жизни, в настоящее время является музеем

Гайдн вернулся из второй поездки в Лондон и поселился в Вене в 1795 году. К тому времени князь Антал умер, и его преемник Миклош II предложил возродить музыкальные учреждения Эстерхази под руководством Гайдна, выступающим снова в роли капельмейстера. Гайдн принял предложение и занял предлагаемую вакансию, хотя и на неполный рабочий день. Он провёл своё лето с Эстерхази в городе Айзенштадт и в течение нескольких лет написал шесть месс. Но к этому времени Гайдн становится общественным деятелем в Вене и проводит бо́льшую часть своего времени в своём собственном большом доме в Гумпендорфе (нем. Gumpendorf), где пишет несколько работ для публичного исполнения. Среди прочего, в Вене Гайдн написал две свои знаменитые оратории: «Сотворение мира» (1798) и «Времена года» (1801), в которых композитор развил традиции лирико-эпических ораторий Г. Ф. Генделя. Оратории Йозефа Гайдна отмечены новой для этого жанра сочной бытовой характерностью, красочным воплощением явлений природы, в них раскрывается мастерство композитора как колориста.
Гайдн пробовал свои силы во всех родах музыкального сочинения, однако не во всех жанрах его творчество проявлялось с одинаковой силой. В области инструментальной музыки он справедливо считается одним из крупнейших композиторов второй половины XVIII и начала XIX веков. Величие Йозефа Гайдна как композитора максимально проявилось в двух итоговых его сочинениях: больших ораториях — «Сотворение мира» (1798) и «Времена года» (1801). Оратория «Времена года» может служить образцовым эталоном музыкального классицизма. Под конец жизни Гайдн пользовался громадной популярностью. В последующие годы этот успешный для творчества Гайдна период сталкивается с началом старости и пошатнувшимся здоровьем — теперь композитор должен бороться, чтобы завершить свои начатые работы. Работа над ораториями подорвала силы композитора. Последними его произведениями стали «Harmoniemesse» (1802) и неоконченный струнный квартет опус 103 (1802). Примерно к 1802 году, его состояние ухудшилось до такой степени, что он стал физически не в состоянии сочинять. Последние наброски относятся к 1806 году, после этой даты Гайдн уже не писал ничего.
Гайдн умер 31 мая 1809 года в Вене вскоре после нападения на Вену французской армии под предводительством Наполеона. Среди его последних слов была попытка успокоить своих слуг, когда в окрестностях дома упало пушечное ядро: «Не бойтесь, дети мои, ибо там, где Гайдн, никакого вреда быть не может». Две недели спустя, 15 июня 1809 года, в церкви Шотландского монастыря (нем. Shottenkirche) состоялась панихида, на которой был исполнен Реквием Моцарта.
Вскоре после похорон голова Гайдна была отделена от тела последователями френологии, изучавшими связь гениальности и формы черепа человека. Этот факт обнаружился при перезахоронении Гайдна в 1820 году, но лишь в 1954 году череп композитора был воссоединён с прочими частями его праха.

### Музыкальные инструменты
Рояль от фирмы «Антон Вальтер Вена», на котором играл Гайдн, сейчас представлен в Гайдн-Хаусе в Айзенштадте. В 1788 г. в Вене Гайдн приобрел себе инструмент мастера Венцеля Шантца. Во время первого визита композитора в Лондон английский изготовитель роялей Джон Бродвуд предоставил ему концертный рояль.

## Творческое наследие

Так подписывал свои партитуры композитор Йозеф Гайдн: di me giuseppe Haydn'".

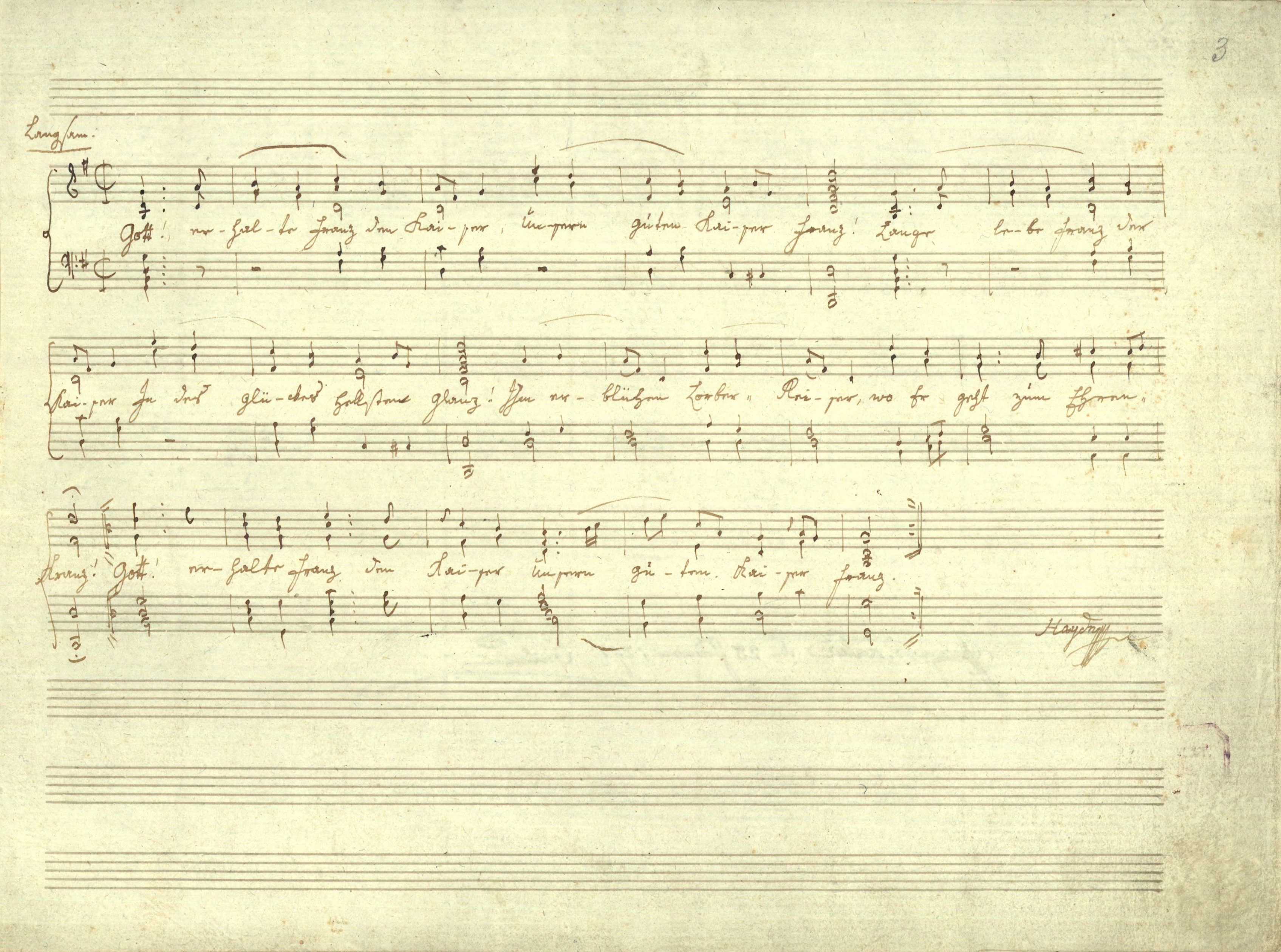
Партитура «Боже, храни императора Франца», написанная рукой Йозефа Гайдна

Композитор создал 24 оперы, написал 104 симфонии, 83 струнных квартета, более 60 клавирных сонат, 126 трио для баритона, увертюры, марши, танцы, дивертисменты для оркестра и разных инструментов, концерты для клавира и других инструментов, оратории, различные пьесы для клавира, песни, каноны, обработки шотландских, ирландских, валлийских песен для голоса с фортепиано (скрипкой или виолончелью по желанию). Среди сочинений 3 оратории («Сотворение мира», «Времена года» и «Семь слов Спасителя на кресте»), 14 месс и другие духовные произведения.
Список произведений содержится в Каталоге Хобокена.

### Камерная музыка
- 12 сонат для скрипки и фортепиано
- 83 струнных квартета для двух скрипок, альта и виолончели
- 7 дуэтов для скрипки и альта
- 40 трио для фортепиано, скрипки (или флейты) и виолончели
- 21 трио для 2 скрипок и виолончели
- 126 трио для баритона, альта (скрипки) и виолончели
- 11 трио для смешанных духовых и струнных инструментов

### Концерты
36 концертов для одного или нескольких инструментов с оркестром, в том числе:
- 4 концерта для скрипки с оркестром (один утрачен)
- 3 концерта для виолончели с оркестром
- 3 концерта для кларнета с оркестром (принадлежность Гайдну окончательно не доказана)
- 4 концерта для валторны с оркестром (два утрачены)
- концерт для 2 валторн с оркестром (утрачен)
- концерт для гобоя с оркестром (принадлежность Гайдну окончательно не доказана)
- 11 концертов для фортепиано с оркестром
- 6 органных концертов
- 5 концертов для двух колёсных лир
- 4 концерта для баритона с оркестром
- концерт для контрабаса с оркестром (утрачен)
- концерт для флейты с оркестром (утрачен)
- концерт для трубы с оркестром
- 13 дивертисментов с клавиром

### Вокальные произведения
| Оперы Всего 24 оперы, в том числе: - 1751 — «Асмодей, или Новый хромой бес» (Der krumme Teufel, утрачена, переписана в 1757 году) - 1762 — «Ацис и Галатея» (Acide e Galatea, переписана в 1773/1774) - 1763? — «Мечта маркизы» (La marchesa nespola) - 1766 — La canterina - 1768 — «Аптекарь» (Lo speziale) - 1770 — «Рыбачки» (Le pescatrici) - 1773 — «Обманутая неверность» (L’Infedeltà delusa) - 1773 — «Филемон и Бавкида» (Philemon und Baucis) - 1775 — «Непредвиденная встреча» (L’incontro improvviso) - 1777 — «Лунный мир» (II Mondo della luna) - 1779 — «Истинное постоянство» (La vera costanza, переписана в 1785) - 1779 — «Необитаемый остров» (L’isola disabitata) - 1781 — «Вознаграждённая верность» (La fedeltà premiata) - 1782 — «Роланд-паладин» (Orlando paladino, героико-комическая опера на сюжет поэмы Ариосто «Неистовый Роланд») - 1783 — «Армида» - 1791 — «Орфей и Эвридика, или Душа философа» (L’anima del filosofo, ossia Orfeo ed Euridice) | Оратории 14 ораторий, в том числе: - «Сотворение мира» - «Времена года» - «Семь слов Спасителя на кресте» - «Возвращение Товия» - Аллегорическая кантата-оратория «Рукоплескания» - ораториальный гимн Stabat Mater | Мессы 14 месс, среди которых: - малая месса (Missa brevis, F-dur, около 1750) - большая органная месса Es-dur (1766) - месса в честь св. Николая (Missa in honorem Sancti Nicolai, G-dur, 1772) - месса св. Цецилии (Missa Sanctae Caeciliae, c-moll, между 1769 и 1773) - малая органная месса (В-dur, 1778) - Мариацелльская месса (Mariazellermesse, C-dur, 1782) - месса с литаврами, или Месса времён войны (Paukenmesse, C-dur, 1796) - месса Heiligmesse (B-dur, 1796) - Нельсон-месса (Nelson-Messe, d-moll, 1798) - месса Тереза (Theresienmesse, B-dur, 1799) - месса с темой из оратории «Сотворение мира» (Schopfungsmesse, B-dur, 1801) - месса с духовыми инструментами (Harmoniemesse, B-dur, 1802) |

### Симфоническая музыка
См. Список симфоний Гайдна
104 симфонии, в том числе:
- «Прощальная симфония»
- «Оксфордская симфония»
- «Траурная симфония»
- 6 Парижских симфоний (1785—1786)
- 12 Лондонских симфоний (1791—1792, 1794—1795), в том числе симфония № 103 «С тремоло литавр»
- 66 дивертисментов и кассаций

### Произведения для клавира
Сочинения для клавира соло
Примечание. В исполнительской практике сонаты Гайдна зачастую реферируют только по номерам (например, «Соната № 52»), однако, способы нумерации сонат различаются от издания к изданию, от одной аудиозаписи к другой. В XXI веке получила распространение сквозная нумерация, которую предложил крупнейший «гайдновед» Роббинс Лэндон. Во избежание путаницы в научной литературе и во многих базах данных сквозная нумерация не используется — при реферировании даётся номер по Каталогу Хобокена (например, Hob. XVI:34). Используется также идентификатор по Лэндону (L.), например, так: Соната D-dur Hob. XIV:5, L. 28.
- 62 сонаты
- вариации
- каприччио
- фантазия
- дивертисменты
- партиты

## Записи, сделанные на инструментах эпохи Гайдна
- Алан Кёртис. Йозеф Гайдн. «Keyboard Sonatas». Записано на оригинальных роялях Антон Вальтер 1796 г. и Шантц 1790 г.
- Рональд Браутигам, Ларс Ульрик Мортенсен, Concerto Copenhagen. «Joseph Haydn Concertos». Записано на реплике рояля Вальтера от Пола Макналти
- Роберт Левин, Вера Бетс, Аннер Билсма. Йозеф Гайдн. «The Last 4 Piano Trios: H 15 no 27-30». Записано на реплике рояля Вальтера от Пола Макналти
- Андреас Штайер. Йозеф Гайдн. «Сонаты и Вариации». Записано на реплике рояля Вальтера от Кристофера Кларка
- Йос ван Иммерсел. Вольфганг Амадеус Моцарт, Йозеф Гайдн. «Fortepiano Sonatas». Записано на реплике рояля Вальтера от Кристофера Кларка

## Память
- В Вене создан музей в доме, в котором композитор провёл последние годы жизни.
- В честь Гайдна назван кратер на планете Меркурий.
- «Посвящение Йозефу Гайдну» (фр. Hommage à Joseph Haydn) ― музыкальное произведение 1910 года шесть французских композиторов (Клод Дебюсси, Поль Дюка, Рейнальдо Ан, Венсан д'Энди, Морис Равель и Шарль-Мари Видор), «основанное на одной теме, которая является монограммой фамилии Гайдна, аналогичной известному мотиву B-A-C-H. Ноты B, A, D (HAD), дополняются нотами D и G (YN), полученными при помощи французского метода создания монограмм».

### В художественной литературе
- Жорж Санд «Консуэло»
- Стендаль опубликовал жизнеописание Гайдна, Моцарта, Россини и Метастазио в письмах.
- Н. Л. Дилакторская. Повесть о Гайдне. Л.: Детская литература, 1974

### В нумизматике и филателии

Монеты и почтовые марки
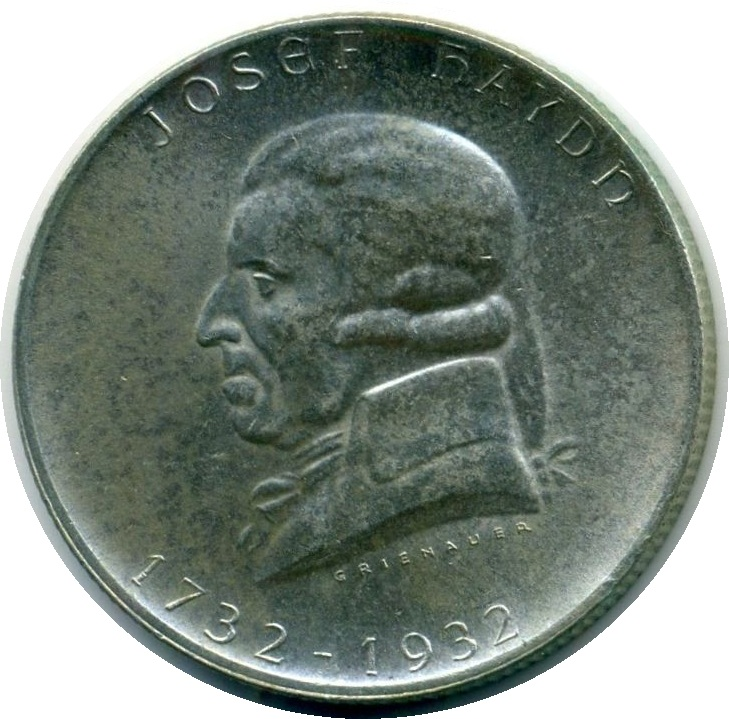
2 шиллингов 1932 года — австрийская памятная монета, посвящённая 200-летию со дня рождения Гайдна
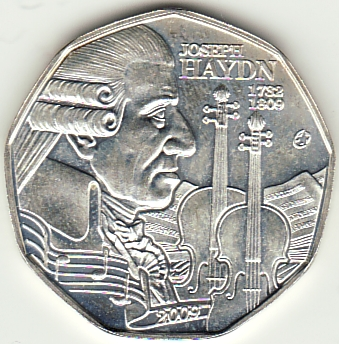
5 евро 2009 года — австрийская памятная монета, посвящённая 200-летию со дня смерти Йозефа Гайдна
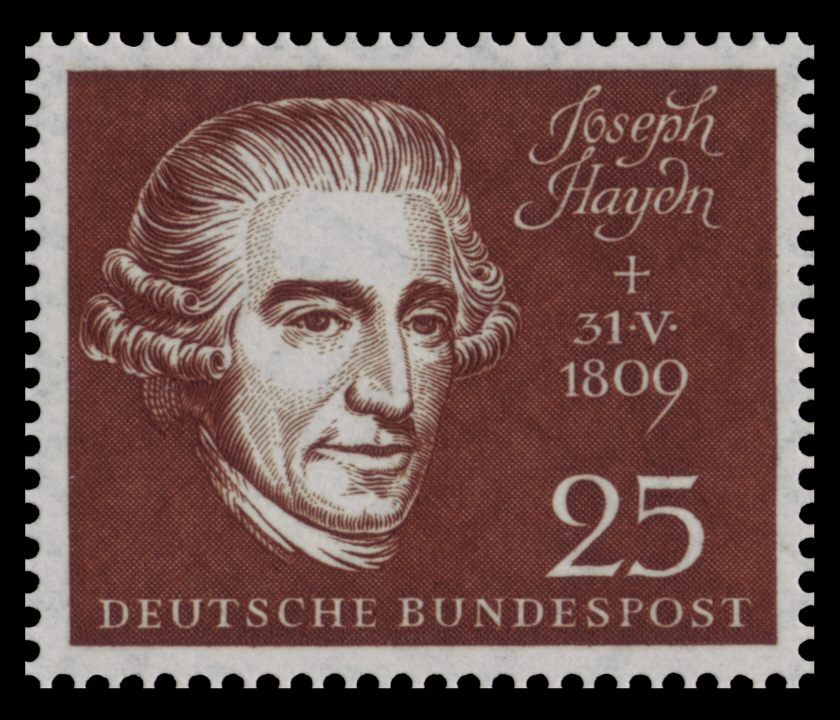
Почтовая марка ФРГ, 1959 год
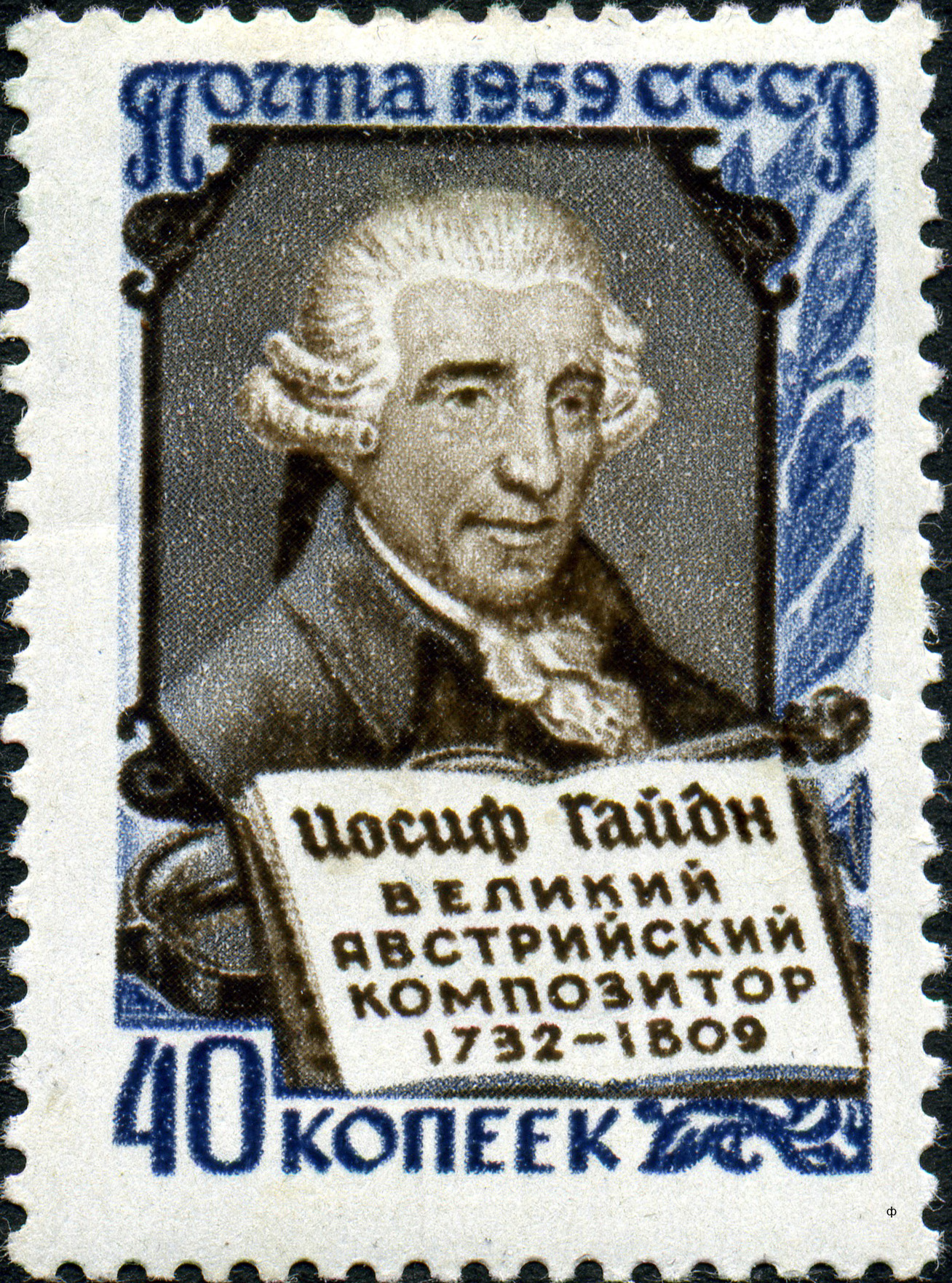
Почтовая марка СССР, 1959 год